# Karoo-Klippen-Elefantenspitzmaus
Die Karoo-Klippen-Elefantenspitzmaus (Elephantulus pilicaudus), auch Karoo-Rüsselspringer oder Karoo-Elefantenspitzmaus, ist eine Art der Elefantenspitzmäuse aus der Ordnung der Rüsselspringer (Macroscelidea). Sie ist im südlichen Afrika verbreitet und bewohnt steinige und felsige Areale in den weitgehend trockenen Landschaften der Nama-Karoo. Über die weitere Lebensweise ist kaum etwas bekannt. Die Erstbeschreibung  der Karoo-Klippen-Elefantenspitzmaus erfolgte im Jahr 2008. Auf die neue Art aufmerksam wurden Forscher durch molekulargenetische Untersuchungen der nahe verwandten und ebenfalls in Südafrika heimischen Kap-Elefantenspitzmaus, wobei sie bei einigen Individuen aus dem zentralen Bereich der Karoo auf deutliche Abweichungen stießen. Diese und weitere Unterschiede führten schließlich dazu, dass diese Exemplare als eigenständige neue Art beschrieben wurden. Bisher sind nur insgesamt 17 Individuen  der Karoo-Klippen-Elefantenspitzmaus bekannt. 

## Beschreibung

### Habitus
Die Karoo-Klippen-Elefantenspitzmaus ist ein etwa mittelgroßer Vertreter der Elefantenspitzmäuse und erreicht eine Gesamtlänge von 22,6 bis 26,6 cm, wovon der Schwanz 11,2 bis 15,1 cm einnimmt. Er ist damit gleich lang oder etwas länger als der restliche Körper. Das Gewicht variiert zwischen 38 und 59 g. Größere Unterschiede zwischen männlichen und weiblichen Tieren liegen nicht vor. Wie alle Elefantenspitzmäuse ist die Karoo-Klippen-Elefantenspitzmaus durch die geringe Körpergröße, den vergleichsweise großen Kopf mit der charakteristischen, rüsselartig verlängerten Nase und die gegenüber den Vorderbeinen sehr langen Hinterbeine gekennzeichnet. Äußerlich ähnelt die Art stark der Kap-Elefantenspitzmaus (Elephantulus edwardii) und der Westlichen Klippen-Elefantenspitzmaus (Elephantulus rupestris), mit denen sie teilweise sympatrisch vorkommt. Das Fell ist sehr weich, was alle Elefantenspitzmäuse kennzeichnet. Der Rücken und die Oberseite des Kopfes sind graubraun gefärbt, durchsetzt mit schwarzbraunen Haaren. Die Rückenfärbung zieht sich an den Seiten des Rumpfes hinab, was von den beiden sympatrischen Vertretern abweicht, bei denen die Flanken kontinuierlich aufhellen. Die Bauchseite zeigt dagegen eine gefleckt gelblich-graue Farbgebung. Auf der Mittellinie des Rüssels verläuft ein schmaler, dunkler Streifen, der zum Kopf hin heller wird. Die Ohren sind verhältnismäßig groß, an der Basis breit und besitzen eine gerundete Spitze. Sie werden 25 bis 32 mm lang. Die Hinterseite der Ohren hebt sich durch eine helle, gelblich-braune Tönung hervor, wobei sich die Haarfärbung bis auf den Nacken fortsetzt. Sie ist hier allerdings nicht so deutlich erkennbar wie bei der Westlichen Klippen-Elefantenspitzmaus, jedoch auffälliger als bei der Kap-Elefantenspitzmaus. Die Augen sind groß und werden von einem, für die Gattung Elephantulus typischen, hellen Augenring umrahmt, der bei der Karoo-Klippen-Elefantenspitzmaus creme-gelbfarben erscheint. Er ist aber jeweils seitlich unterbrochen. Die Vibrissen sind lang und dunkel gefärbt. Der Schwanz ist im vorderen Bereich oberseits dunkel, unterseits heller, im hinteren Abschnitt dagegen vollständig dunkel. Die Fellbedeckung des Schwanzes nimmt zum Ende hin zu, die Haare sind hier weniger als 4 mm lang. An der Schwanzspitze zeichnet sich ein deutlicher Haarbüschel bestehend aus über 4 mm langen Einzelhaaren ab. Wie bei allen Elefantenspitzmäusen enden die Vorder- und Hinterbeine in jeweils fünf Strahlen mit Krallen. Die Hinterfußlänge schwankt zwischen 23 und 36 mm.

### Schädel- und Gebissmerkmale
Der Schädel variiert in seiner Länge von 33,2 bis 35,1 mm, die Schnauze nimmt davon ca. 15 mm ein. An den Jochbögen wird der Schädel 18,3 bis 20 mm breit, an der Einschnürung hinter der Orbita aber nur 7,1 mm. Die Paukenblase ist moderat geschwollen, die Sutur zwischen dem Mittelkieferknochen und dem Oberkiefer verläuft relativ gerade. Das Gebiss weist folgende Zahnformel auf: {\displaystyle {\frac {3.1.4.2}{3.1.4.2}}}. Somit sind insgesamt 40 Zähne ausgebildet. Der erste obere Prämolar besitzt nur ein Höckerchen. Wie bei der Kap-Elefantenspitzmaus zeigt der zweite obere Prämolar ein Kauflächenmuster mit scharfen Spitzen (sectorial), bei der Westlichen Klippen-Elefantenspitzmaus ist er dagegen molarenartig geformt.

## Verbreitung

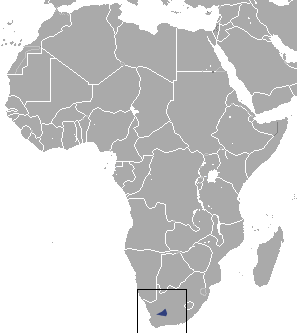
Verbreitungsgebiet (blau) der Karoo-Klippen-Elefantenspitzmaus

Das Verbreitungsgebiet der Karoo-Klippen-Elefantenspitzmaus umfasst die Nama-Karoo der südafrikanischen Provinzen Nordkap und Westkap, in letzterer ist die Art aber nur im nordwestlichen Bereich nachgewiesen. Die Nama-Karoo ist eine halbwüstenartige Landschaft, die sich in das Bushmanland und die Obere und Untere Karoo teilt. Dabei ist die Karoo-Klippen-Elefantenspitzmaus bisher nur in Gebieten mit felsigem oder steinigem Untergrund an Berghängen oder -rücken nachgewiesen, ein Habitattyp, der hier nur stark fragmentiert auftritt. Insgesamt sind momentan nur fünf Lokalitäten bekannt, an denen die Art dokumentiert wurde, davon vier in der Oberen und eine in der Unteren Karoo. Alle Lokalitäten haben eine Höhenlage von über 1300 m über dem Meeresspiegelniveau. Es wird angenommen, dass die Karoo-Klippen-Elefantenspitzmaus durch die Bindung an felsigen Untergrund nur sehr selten vorkommt. Der bisher einzige Nachweis von drei lebenden Individuen gelang 2006 in der Oberen Karoo, Nachuntersuchungen im Jahr 2008 blieben erfolglos. Bereits zuvor, im  Jahr 2001, waren zwei weitere Tiere gesammelt worden, die restlichen 12 bekannten Individuen stellen Museumsexemplare dar. In der Nama-Karoo kommen zudem die Kap- und die Westliche Klippen-Elefantenspitzmaus vor, doch ist unklar, ob sich die jeweiligen Verbreitungsgebiete mit dem der Karoo-Klippen-Elefantenspitzmaus überschneiden.

## Lebensweise
Über die Lebensweise der Karoo-Klippen-Elefantenspitzmaus ist nichts bekannt. Aufgrund der wahrscheinlichen Spezialisierung an harten Untergrund bestehen möglicherweise Ähnlichkeiten im Verhalten zur Kap- beziehungsweise zur Westlichen Klippen-Elefantenspitzmaus.

## Systematik
Die Karoo-Klippen-Elefantenspitzmaus ist eine Art aus der Gattung der Elefantenspitzmäuse (Elephantulus). Diese Gattung tritt relativ formenreich auf und umfasst derzeit acht Arten, die über weite Teile des südlichen und östlichen Afrikas verbreitet sind. Die Elefantenspitzmäuse bilden einen Teil der Ordnung der Rüsselspringer (Macroscelidea). Dabei handelt es sich um eine Gruppe kleinerer, endemisch in Afrika heimischer Säugetiere. Sie werden heute in zwei Familien gegliedert. Die Rhynchocyonidae schließen nur die Rüsselhündchen (Rhynchocyon) ein und gelten dadurch als monotypisch. Die Rüsselhündchen sind nicht nur die größten Vertreter der Rüsselspringer, sondern auch die einzigen, die überwiegend dicht bewaldete Habitate bewohnen. Ihnen gegenüber stehen die Macroscelididae als zweite Familie, der neben den Elefantenspitzmäuse auch die Rüsselratte (Petrodromus), die Nordafrikanische Elefantenspitzmaus (Petrosaltator) sowie die Arten der Gattungen Galegeeska und Macroscelides angehören. Alle Vertreter der Macroscelididae sind an eher trockenere und offenere Landschaften bis hin zu wüstenartigen Regionen angepasst. Laut Ergebnissen von molekulargenetischen Untersuchungen trennten sich die beiden Familien im Unteren Oligozän vor etwa 32,8 Millionen Jahren voneinander ab, eine stärkere Aufspaltung der Macroscelididae fand ab dem Oberen Oligozän vor rund 28,5 Millionen Jahren statt.
Die Elefantenspitzmäuse sind molekulargenetischen Analysen aus dem Jahr 2011 zufolge als paraphyletisch anzusehen, da Petrosaltator, Petrodromus und Macroscelides tief in die Gattung Elephantulus eingebettet sind. Allerdings besteht eine durch die Ergebnisse der genetischen Untersuchungen gut unterstützte Gruppe, die hauptsächlich die süd- und einige ostafrikanische Arten einschließt. Demnach stellen die Kap-Elefantenspitzmaus (Elephantulus edwardii) und die Östliche Klippen-Elefantenspitzmaus (Elephantulus myurus) die nächsten Verwandten der Karoo-Klippen-Elefantenspitzmaus dar, alle drei bilden eine gemeinsame Gruppe. Etwas außerhalb dieser Verwandtschaftsgruppe stehen andere Vertreter des südlichen Afrikas wie die Westliche Klippen-Elefantenspitzmaus (Elephantulus rupestris) und die Trockenland-Elefantenspitzmaus (Elephantulus intufi). Möglicherweise hat diese heutige Artengruppe ihren Ursprung im östlichen Afrika und wanderte vor rund 11,5 Millionen Jahren zu Beginn des Oberen Miozäns während einer Phase, die durch eine zunehmende Aridisierung des Kontinentes geprägt war, in Richtung Südwesten und somit zu den heutigen Verbreitungsgebieten. Die genetischen Untersuchungen erbrachten aber auch, dass die Karoo-Klippen-Elefantenspitzmaus aus zwei Untergruppen besteht, die sich jedoch nicht phänotypisch unterscheiden lassen. Die eine Gruppe ist auf die Obere, die andere auf die Untere Karoo beschränkt. Beide Populationen unterscheiden sich in 9,8 % des sequenzierten mitochondrialen Genmaterials, der Abstand beider Gruppen zusammen zur nächstverwandten Art, der Kap-Elefantenspitzmaus, liegt bei 13,8 %.

## Entdeckung
Erste Hinweise auf eine unbekannte Art der Elefantenspitzmäuse ergaben genetische Untersuchung der südafrikanischen Rüsselspringer, die im Jahr 2007 veröffentlicht wurden, Die Untersuchungen erfolgten an 106 Individuen, zumeist Museumsexemplaren, von 28 verschiedenen Fundplätzen quer über das gesamte Verbreitungsgebiet verteilt, von denen 64 als Kap-Elefantenspitzmaus identifiziert worden waren. Dabei wichen insgesamt sieben Individuen aus den zentralen Bereichen der Karoo deutlich von der Kap-Elefantenspitzmaus ab und wurden daher als eigenständige Karoo clade angesprochen. Unter Heranziehung von zehn weiteren Exemplaren, drei davon wurden im Jahr 2006 bei Calvinia in der Provinz Nordkap lebend gefangen, zwei weitere stammten aus bereits 2001 getätigten Fängen und waren an die California Academy of Sciences gelangt, konnten nachfolgende Analysen die Eigenständigkeit der neuen Art bestätigen. Die wissenschaftliche Erstbeschreibung der Karoo-Klippen-Elefantenspitzmaus erfolgte dann im Jahr 2008 durch Hanneline Adri Smit. Der Holotyp (Exemplarnummer MMK/M/7305) umfasst ein ausgewachsenes, weibliches Tier, das eines der drei Wildfänge von der Vonderlingsfontein-Farm bei Calvinia darstellt. Er wird im McGregor Museum in Kimberley aufbewahrt, die Farm stellt zudem die Typuslokalität dar. Alle anderen 16 bekannten Individuen gelten als Paratypen. Der Artname pilicaudus setzt sich aus den lateinischen Wörtern pilus („Haar“) und caudus („Schwanz“) zusammen und bezieht sich auf die büschelartig ausgebildete Schwanzspitze.

## Bedrohung und Schutz
Es sind gegenwärtig keine größeren Bedrohungen für die Karoo-Klippen-Elefantenspitzmaus bekannt. Das auf steiniges Gelände beschränkte Vorkommen begrenzt die Überschneidungen mit landwirtschaftlich genutzten Flächen und Viehweiden. Da aber zu wenige Informationen über die Art vorliegen, führt die IUCN die Art derzeit unter „ungenügende Datengrundlage“ (data deficient). Notwendig sind weitere Untersuchungen zur Häufigkeit und genauen Verbreitung der Karoo-Klippen-Elefantenspitzmaus. Darüber hinaus ist unklar, ob die Art außer im Karoo-Nationalpark auch in anderen Schutzgebieten vorkommt.